# William Bianda
William Bianda, né le 30 avril 2000 à Suresnes en France, est un footballeur français qui évolue au poste de défenseur central au Stade lavallois.

## Carrière

### En club
Né à Suresnes en France, William Bianda commence le football à l'âge de six ans, au Red Star FC, il est alors fan d'Arsenal. Il joue au poste de milieu défensif à ses débuts avant d'être replacé en défense centrale. L'AS Monaco s'intéresse à lui et l'invite à un tournoi à Sens, où le RC Lens le repère. Il rejoint alors les Sang et Or en 2014, où il poursuit sa formation. Bianda signe son premier contrat professionnel avec Lens, le 29 juin 2017. 
Il joue son premier match en équipe première le 10 novembre 2017, lors d'une rencontre de coupe de France face à l'US Nœux-les-Mines. Il entre en jeu après la mi-temps, à la place de Dušan Cvetinović, et son équipe l'emporte largement par cinq buts à zéro. Il fait sa première apparition en championnat le 8 décembre 2017 contre le Paris FC, alors que Lens évolue en Ligue 2. C'est également sa première titularisation en professionnel, et les deux équipes se neutralisent ce jour-là (2-2).
Convoité par plusieurs clubs européens, William Bianda est recruté par l'AS Rome le 28 juin 2018, club avec lequel il signe un contrat de cinq ans, soit jusqu'en juin 2023. Le transfert est estimé à six millions d'euros,. Le jeune défenseur joue cependant avec la Primavera et il se blesse sérieusement au genou en février 2019, ce qui freine sa progression.
Le 6 août 2020, Bianda est prêté pour une saison en Belgique, au Zulte Waregem.
De retour à l'AS Rome à l'été 2021, Bianda est directement placé sur la liste des transferts et le Montpellier HSC s'intéresse à lui mais il rejoint finalement l'AS Nancy-Lorraine sous forme de prêt pour une saison. Il inscrit son premier but en professionnel avec Nancy, le 21 septembre 2021, lors d'une défaite en championnat contre le Grenoble Foot 38 (4-1 score final).

### En sélection
Avec l'équipe de France des moins de 17 ans, William Bandia participe au championnat d'Europe des moins de 17 ans en 2017. Il joue quatre matchs durant ce tournoi organisé en Croatie, tous en tant que titulaire. Son équipe est battue par l'Espagne en quart de finale (3-1) avant de remporter le match pour la 5e place contre la Hongrie (0-1). Bianda participe quelques mois plus tard à l'édition 2017 de la Coupe du monde des moins de 17 ans, organisée en Inde. De nouveau titulaire, il joue un total de quatre matchs et les jeunes français sont à nouveau éliminés par l'Espagne, cette fois en huitièmes de finale (1-2).
Bianda joue également un match avec l'équipe de France des moins de 19 ans le 4 septembre 2018 contre la Slovénie. Il est titulaire et les deux équipes se neutralisent (3-3 score final).